# Ricky Yacobi
Ricky Yacobi (* 12. März 1963 in Medan; † 21. November 2020 in Jakarta, bürgerlich Ricky bin Yacub) war ein indonesischer Fußballspieler. Der auch als „Paul Breitner Indonesiens“ bekannte Stürmer gehörte zu den prominentesten Nationalspielern in den 1980er Jahren.

## Karriere

### Vereine
Seine Karriere begann Ricky Yacobi in seiner Heimatstadt Medan beim dort ansässigen Fußballverein PSMS Medan, mit dem er in der damaligen höchsten Amateurliga, der Perserikatan, spielte. In den Jahren 1983 und 1985 holte er zweimal den Titel der indonesischen Amateurmeisterschaft. Nach seinem zweiten und dem insgesamt fünften Titel für PSMS Medan wechselte er in die parallel zur Perserikatan laufende semiprofessionelle Fußballliga Indonesiens, die Galatama. Dort schloss er sich Arseto Solo an, für die er in 41 Partien 23 Treffer erzielte. Seine Erfolge in Indonesien rückten ihn auch international ins Rampenlicht und Matsuhita, das heutige Gamba Osaka, verpflichtete ihn 1988. In Japan kam er nicht mit den Witterungsbedingungen klar und kam nur auf sechs Einsätze bei einem Tor, bevor es ihn wieder zurück in die Heimat verschlug.

### Nationalmannschaft
Ricky Yacobi war einer der bekanntesten indonesischen Fußballer in den 80er Jahren. Aufgrund seines Spielstils war sein Spitzname „Paul Breitner Indonesiens“. Bei den Asienspielen 1986 in Südkorea schoss Ricky Yacobi Indonesien mit einem Sieg über die Vereinigten Arabischen Emirate ins Halbfinale, wo sie dem Gastgeber und späteren Gewinner Südkorea unterlagen. Im Spiel um die Bronzemedaille mussten sie sich ebenfalls Kuwait geschlagen geben. Bei den Südostasienspielen 1987 führte Ricky Yacobi die indonesische Nationalmannschaft als Kapitän ins Turnier und errang mit ihnen die Goldmedaille, nachdem Malaysia mit 1-0 im Finale besiegt werden konnte.

### Trainerkarriere
Nach seiner Spielerkarriere eröffnete er die Fußballschule SSB Ricky Yacobi in Jakarta und leitete diese. Zudem fungierte er ebenfalls als Trainer beim Jakarta Matador FC.

## Tod
Am 21. November 2020 brach Ricky Yacobi bei einem Fußballspiel mit ehemaligen Nationalmannschaftskollegen im Gelora Bung Karno Sports Komplex  zusammen. Er wurde sofort ins Mintoharjo-Krankenhaus eingeliefert, wo er aber noch am gleichen Tag im Alter von 57 Jahren starb.